# اسپیریتو سانتو دو دورادو
اسپیریتو سانتو دو دورادو (به پرتغالی: Espírito Santo do Dourado) یک منطقهٔ مسکونی در برزیل است که در میناز ژرایس واقع شده‌است. اسپیریتو سانتو دو دورادو ۴٬۷۱۰ نفر جمعیت دارد.